# Tycho Braheskolan

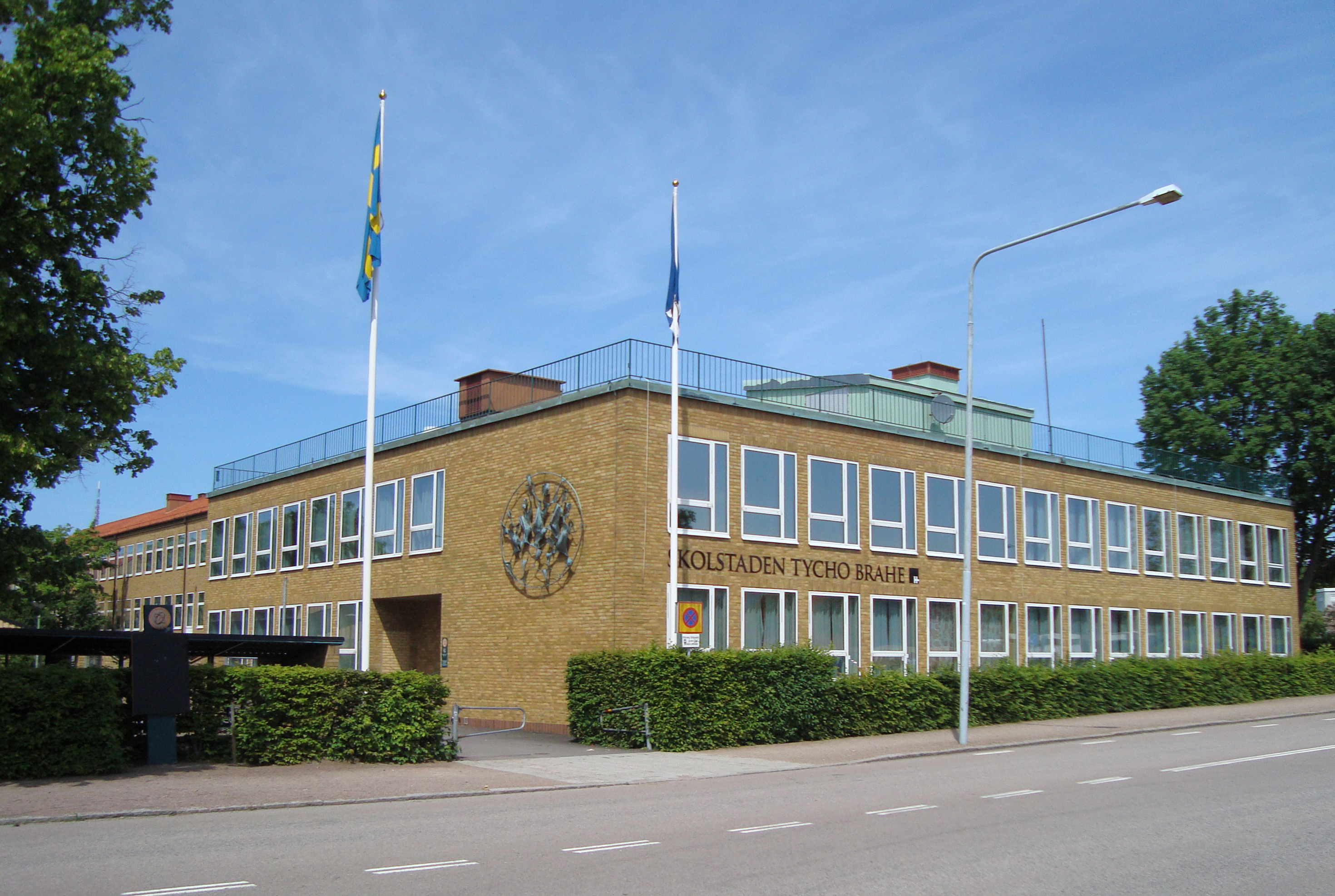
Tycho Braheskolan från Skånegatan.

Tycho Braheskolan är en gymnasieskola som är belägen söder om Olympiafältet i Helsingborg. I folkmun benämns skolan oftast TB eller Tych.

## Historik
Frågan om en tekniskt inriktad gymnasieskola i Helsingborg väcktes genom en motion i stadsfullmäktige den 21 september 1943. Staden saknade ett alternativ till de humanistiska studierna och de elever som ville studera tekniska ämnen var tvungna att bege sig till Malmö. Staden ansökte hos Kungl. Maj:t att få en teknisk skola förlagd i staden och den 19 mars 1946 anslogs pengar till uppförandet av en skolbyggnad. Skolan, som vid denna tid bar namnet Tekniska gymnasiet, kunde ta emot sina första elever till höstterminen 1947. Utbildningen bestod av en treårig utbildning i antingen kemiteknik eller maskinteknik. I samband med att den nya gymnasieformen (Lgy 66) infördes 1966 bytte skolan namn till Tycho Braheskolan. Skolan var länge en renodlad teknisk skola med klassisk teknisk utbildning inom bland annat bygg-, el-, kemi- och maskinteknik. Senare infördes dock först social linje och sedan samhällsvetenskaplig linje och till slut också naturvetenskaplig linje. Mellan 2008 och 2013 ingick Tycho Braheskolan i Skolstaden, även kallat Helsingborgs Gymnasiecampus, vilket var en samarbetsorganisation mellan grannskolorna Nicolaiskolan, Olympiaskolan och Petriskolan. När Skolstaden lades ner inför höstterminen 2013 blev skolan återigen en egen enhet.

## Utbildning
Tycho Braheskolan erbjuder först och främst de naturvetenskapliga och tekniska högskoleförberedande programmen men har sedan Petri Gymnasium stängdes också erbjudit utbildning inom vård och omsorg.
Från och med hösten 2020 flyttar all utbildning inom vård och omsorg till Rönnowska skolan och programmen man kan läsa är:
- Naturvetenskapsprogrammet
- Teknikprogrammet

## Kända elever
- Bengt Samuelsson, nobelpristagare i medicin 1982.
- Ann Linde, f.d. utrikesminister
- Peter Danielsson, nuvarande kommunstyrelsens ordförande i Helsingborg.
- Andreas Jakobsson, fotbollsspelare i bland annat HIF.
- Ola Nilsson, fotbollsspelare i bland annat HIF.

### Webbkällor
- Fredriksson, Jan: Styrelsen för tekniska gymnasiet 1947-1962[död länk]. Helsingborgs stad. Publicerad 25 mars 2009. Läst 18 maj 2009.
- Helsingborgs Dagblad: Varumärket skolstaden läggs ner. Publicerad 24 januari 2013. Läst 12 juni 2014.